# Iglesia de la Madre de Dios de las Nieves (Irgo de Tor)
La iglesia de la Madre de Dios de las Nieves de Irgo de Tor (en catalán Mare de Déu de les Neus d'Irgo de Tor) es la iglesia parroquial del pueblo de Irgo de Tor, del antiguo término de Llesp, actualmente perteneciente al término del Pont de Suert.

## Descripción
Es una iglesia de una sola nave, cubierta con bóveda de cañón y ábside semicircular en la parte este. Un arco triunfal une la nave con el ábside. El ábside se vio muy afectado por la construcción de una prolongación plana que escabeza el ábside original, para dar cabida al santuario de la Madre de Dios de las Nieves.
Al sur se añadió un porche, una capilla y el campanario de torre que ocupa el ángulo suroriental del conjunto. Al norte se añadió una capilla también.
Las muestras del románico son visibles en los muros occidentales, septentrionales y parte del ábside del muro sur. Una ventana de una solo derrame está en la fachada oeste. El conjunto presenta características constructivas del siglo XII.